# Resolució 315 del Consell de Seguretat de les Nacions Unides
La Resolució 315 del Consell de Seguretat de les Nacions Unides, aprovada el 15 de juny de 1972 després de reafirmar les resolucions anteriors sobre el tema, i observant els recents esdeveniments alentadores, el Consell va ampliar l'estacionament a Xipre de la Força de les Nacions Unides pel Manteniment de la Pau a Xipre per un altre període, que va acabar el 15 de desembre de 1972. El Consell també va demanar a les parts directament interessades que continuessin actuant amb la màxima restricció i cooperessin plenament amb la força de manteniment de la pau.
La resolució es va aprovar amb 14 vots a favor; la República Popular de la Xina es va abstenir.